# Покрасс Самуїл Якович
Покрасс Самуїл Якович (1894, Київ, Російська імперія — 15 червня 1939, Нью-Йорк, США) — радянський та американський композитор єврейського походження, естрадний піаніст. Найстарший серед братів Покрасс.

## Життєпис
Народився у єврейській сім'ї. Батько торгував м'ясом, але хотів вивчити синів на музикантів. Самуїл в 10 років прийнятий у Київське музичне училище по класу скрипки і фортепіано. В 16 років став відомим як віртуоз акомпаніатор, виступав на естраді, писав вірші. Тоді ж вступив у Петроградську консерваторію по класу фортепіано, закінчив її в 1917 році. Після закінчення консерваторії повернувся до Києва, де виступає як естрадний піаніст та акомпаніатор зі своїм романсом. Після захоплення Києва Червоною армією на замовлення командування створив ряд бойових пісень, всесвітньовідомою стала пісня «Біла армія, чорний барон».
У 1923 році переїхав до Москви. 18 грудня 1923 року дебютував з піснею про мьюзик-хол в недавно відкритому мьюзик-холі «Акваріум». Згодом пісня стала емблемою театру. Брати Самуїла й після його еміграції ще довго використовували його аранжування.

### Еміграція
У лютому 1924 року виїжджає до Берліну. У 1925—1927 роках служив музикантом при дворі султана Марокко Мулая Юсуфа та через конфлікт з охороною гарему втік до Франції. У 1927—1928 роках живе у Парижі, виступає на вулиці зі скрипкою, а через кілька місяців співпрацює з Морісом Шевальєном.
Потім переїжджає до США, де створює власний оркестр, пише музику для голлівудських фільмів. У 1932 році ставить оперету «Серано», яку він написав по мотивам роману «Сірано де Бержерак». З 1934 по 1939 рік співпрацює з компанією «20 Століття Фокс», за цей час написав музику до 15 фільмів і мультфільмів студії. Фільм з його музикою «Три мушкетера» став широко відомим у СРСР, так як показували його у радянському прокаті, як трофейний (вивезений з Німеччини).
5 червня 1939 року Самуїл приїхав в Нью-Йорк на перемовини з приводу роботи над новим бродвейським мюзиклом. 15 червня того ж року відпочиваючи з друзями на річці, раптом втрачає свідомість і ввечері у госпіталі помирає. Причина смерті — ускладнення на серці після хвороби. Похований у Нью-Йорку.

## Творчість
- Белая армия, чёрный барон (слова П. Григорьєва (Горинштейн)).
- На перепутье (слова і музика С. Покрасса).
- И ожили цветы (слова С. Шумського).
- Я вновь один, угасли грёзы (слова С. Шумського).
- Вспомни тихий запущенный сад (слова П. Германа).
- Гаснул закат (слова П. Германа).
- Не целуй, не балуй (слова П. Германа).
- Дни за днями катятся (слова П. Германа).
- Две розы.